# Лестев, Дмитрий Александрович
Дми́трий Алекса́ндрович Ле́стев (1904—1941) — советский военный деятель, дивизионный комиссар, начальник политоуправления Западного фронта.

## Биография
Родился 24 сентября 1904 года в деревне Скакун Воронежской губернии (ныне — Касторенского района Курской области) в учительской семье. Детство провёл в селе Долгуша ныне Долгоруковского района Липецкой области.
Был комсомольцем, организатором первых колхозов. C 1926 года служил в Красной армии. Член ВКП(б)/КПСС с 1927 года. Окончил Военно-политическую академию в 1937 году.
В 1939 году за участие в боях у Халхин-Гола награждён орденом Красного Знамени, в 1940 году за Финскую войну — орденом Ленина.
Летом 1940 года был избран в состав Бюро ЦК Компартии Латвии.
В 1941 году — начальник Политуправления Западного особого военного округа. С началом войны — член Военного совета и начальник Политуправления Западного фронта. На Западном фронте встречался с М. А. Шолоховым, который был в то время корреспондентом «Правды» и «Красной звезды».
18 ноября 1941 года в районе Кубинки комиссар Лестев во время совещания в штабе одной из дивизий 5-й армии Западного фронта получил осколочное ранение в висок. Умер в московском госпитале.
Похороны состоялись в Москве 19 ноября 1941 года на Донском кладбище. Газета «Красная звезда» тогда писала:
Когда похоронная процессия с эскортом пехоты и кавалерии двинулась по улицам Москвы к крематорию, город вдруг замер по воздушной тревоге. Было нечто величественное в том, что по безмолвному, опустевшему в эту минуту городу двигалась похоронная процессия. Загрохотали зенитки. Это был заодно и боевой салют отважному комиссару, герою Халхин-Гола и Финской войны, защитнику Москвы.
В ноябре 1941 года в вагонном депо станции Подмосковная рабочие построили бронепоезд, который назвали «Комиссар Лестев».
В жестоких и грозных боях под Москвой

Ты шел впереди, комиссар боевой.

Ты жизнь свою отдал отчизне труда.

И слава твоя не умрет никогда.
Прах Лестева захоронен в закрытом колумбарии Донского кладбища.

## Память
- В 1968 году его именем названа улица в Москве (бывший Хавский и бывший Хавско-Шаболовский переулок).[4] В Липецкой области, в селе Долгоруково тоже есть улица, названная в его честь.
- В честь Лестева назван бронепоезд, который выпущен в 1942 году и прошёл всю войну.

## Награды
- орден Ленина (19.05.1940)[5]
- орден Красного Знамени (29.08.1939)[5]
- орден Отечественной войны I-й степени (06.05.1965, посмертно)[5]
- медаль За оборону Москвы (19.07.1945, посмертно)[6]